# الأمير هنري أورليان
الأمير هنري اورليان (بالفرنسية: Henri d'Orléans)‏ (16 أكتوبر 1867 - 9 أغسطس 1901) كان الابن البكر الذي على قيد الحياة إلى سن بلوغ الأمير روبرت دوق شارتر، والأميرة فرانسواز اورليان .